# Synechodes papuana
Synechodes papuana – gatunek motyli z podrzędu Glossata i rodziny Brachodidae.
Gatunek ten opisany został w 1990 roku przez Johna B. Heppnera na podstawie pojedynczej samicy.
Holotyp o długości przedniego skrzydła 10,5 mm. Głowa jasnożółta z czarno-żółtymi czułkami. Tułów jasnożółty z ciemnoszarobrązowym spodem zatułowia. Barwa obu stron wszystkich skrzydeł ciemnoszarobrązowa z jasnożółtymi znakami. Gonapophyses posteriores z bardzo długim rozwidleniem przynasadowym. Wtórna torebka kopulacyjna sześciokrotnie większa od corpus bursae właściwej torebki.
Owad znany tylko z Irian Jaya w indonezyjskiej części Nowej Gwinei.